# 군사 교리
군사교리(軍事敎理, 영어: military doctrine)는 군대가 작전, 전역, 전투, 교전에 있어 어떻게 행동해야 하는지를 표현한 것이다.
엄격하고 빠른 규칙이 아니라 행동 지침이다. 군사교리는 군대 전반에 걸쳐 공통된 기준 틀을 제공한다. 이는 군사 임무를 수행하는 공통된 방법을 확립함으로써 작전을 표준화하고 준비태세를 촉진하는 데 도움이 된다.
군사교리는 이론, 역사, 실험 및 실천을 연결한다. 군사교리의 목표는 주도권과 창의적 사고를 육성하는 것이다. 교리는 군대가 작전을 수행하는 방법에 대한 권위 있는 문장을 군대에 제공하고 군사 기획자와 지도자가 사용할 공통 어휘를 제공한다.
"합동 교리"(Joint doctrine)는 다국적군 또는 합동 복무 작전이 공유하고 조정하는 교리를 의미한다.

## 같이 보기
- 전략